# Spetslansmossa
Spetslansmossa (Didymodon acutus) är en bladmossart som först beskrevs av Brid., och fick sitt nu gällande namn av K. Saito. Spetslansmossa ingår i släktet lansmossor, och familjen Pottiaceae. Enligt den svenska rödlistan är arten otillräckligt studerad i Sverige. Arten förekommer i Götaland, Gotland, Öland, Svealand och Övre Norrland. Artens livsmiljö är jordbrukslandskap.